# ユニバーサル・キャリア
ユニバーサル・キャリア（Universal Carrier）は、イギリス陸軍向けに開発された装軌式汎用輸送車である。もっぱらブレンガン・キャリア（Bren Gun Carrier）として知られているが、必ずしもブレンガン（イギリス製の軽機関銃）を搭載していた訳ではない。第二次世界大戦中、人員や物資の輸送・機関銃の搭載車両として、連合国軍により多用された。

## 設計

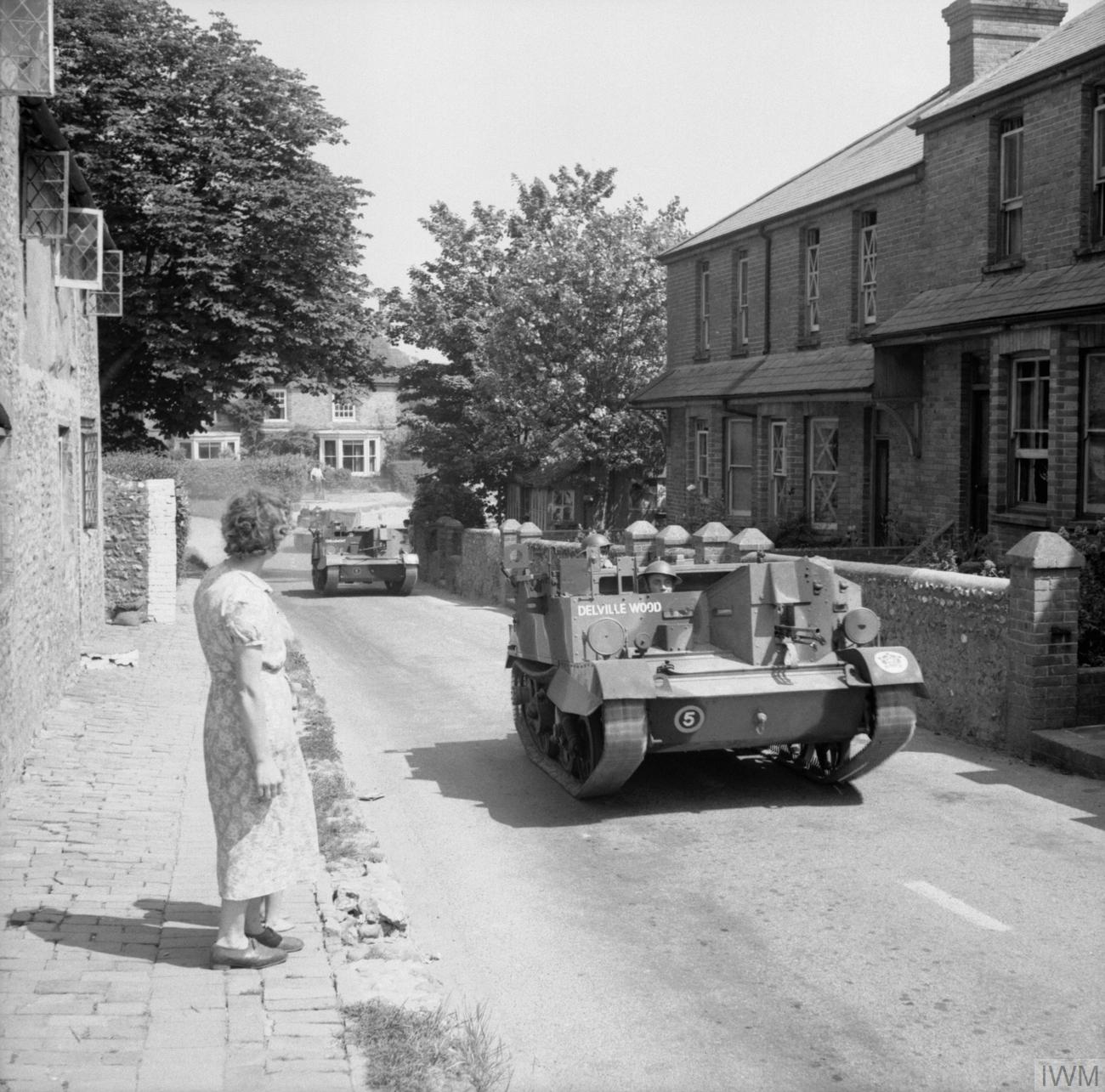
イギリス陸軍キングス連隊のユニバーサル・キャリア

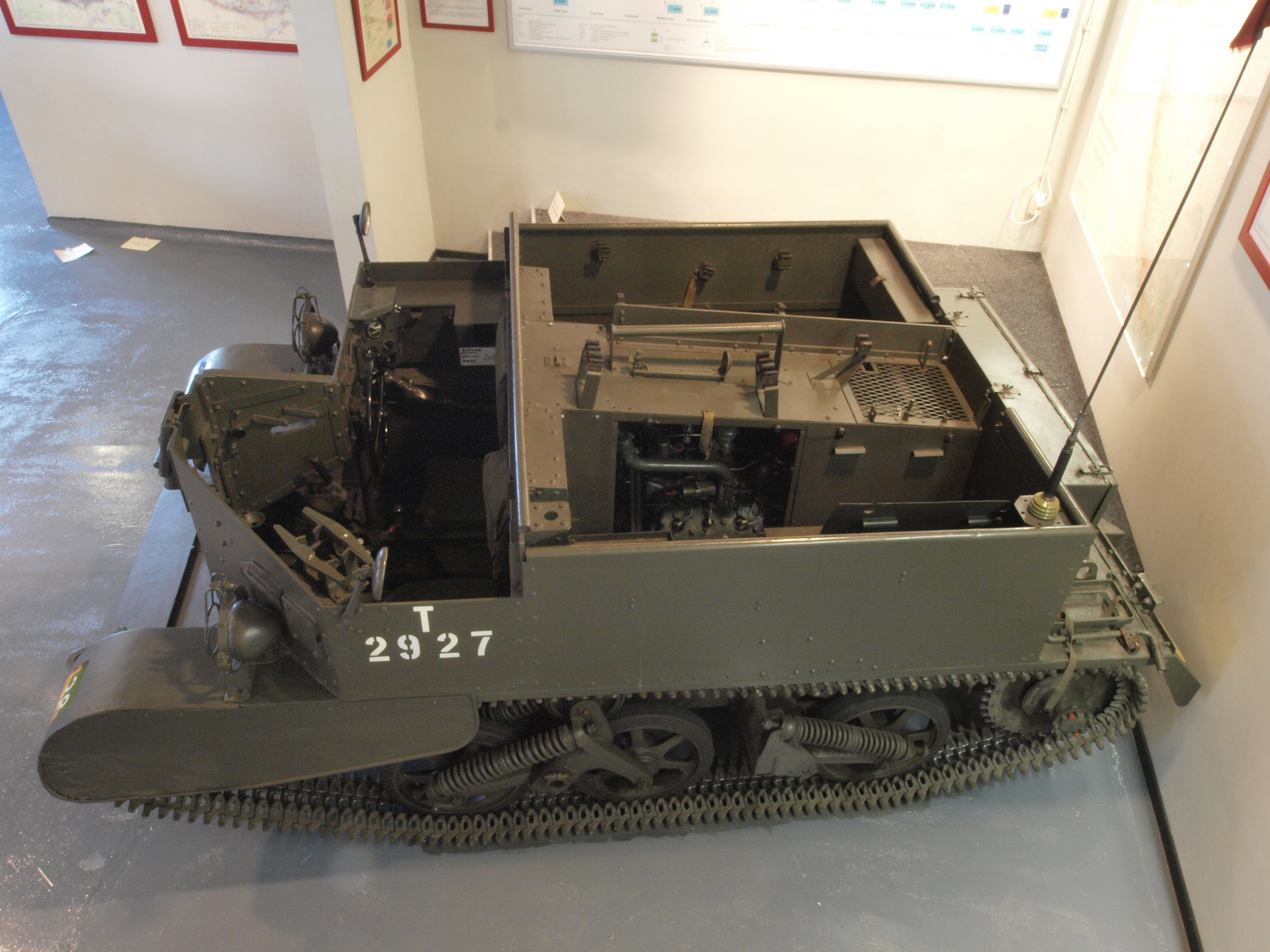
上から見たユニバーサル・キャリアの内部。後端にファイナルドライブを持つエンジンを車体中央部に配置している構造が窺える

ユニバーサル・キャリアの設計は、1920年代に開発されたカーデンロイド・キャリアに影響されている。最初に、ブレンガン・キャリアとして、ヴィッカース・アームストロング社から1936年に発表された。これは、多少なりとも異なった様々な派生型を生み出すこととなった。しかし、単一のモデルとして統一して量産された方が良いということが明白になり、1940年にユニバーサル・キャリアが製造された。特に、汎用輸送車として量産された。
初期のモデルでは、操縦手と車長が真横に並んで座る配置であった。操縦席が右で、垂直レバー式のステアリング・ハンドルが備わっている。車長席の前には覆いがあり、ブレンガンや、その他の固定武器を配置し、射撃できるような細いスリットが設けられていた。エンジンは車両の中央に配置され、動輪は後部に配置された。エンジンの両側には空間が設けられており、人員または物資を搭載・運搬できるようになっている。
ユニバーサル・キャリアは、歩兵支援用の共通車台として、ヴィッカース重機関銃・ブレン軽機関銃・ボーイズ対戦車ライフル各搭載バージョンや、3インチ（76.2mm）迫撃砲とその射撃要員を搭載する自走迫撃砲としても使われた。また、2ポンド対戦車砲を搭載したバージョンもあった。6ポンド対戦車砲の搭載には無理があり、牽引車として使用された。しかし、後に登場した17ポンド砲は、重すぎてユニバーサル・キャリアでは牽引できなかった。
ユニバーサル・キャリアは、前面と側面に武器を搭載できる。小火器弾や榴弾・手榴弾の破片程度であれば防御できる程度の装甲を備えていたが、上面は完全に開いており、また、側面の装甲板も地上に立った人間の肩の高さぐらいまでしかなかった。そのため、日本軍との戦闘の際、日本兵がユニバーサル・キャリアに飛び乗って乗員を殺傷した事例も起きている。
関連する車両として、カナダ軍が設計・製造したウインザー・キャリア（Windsor Carrier）がある。車体は似ているが、全長が76.2cm（30インチ）長く、転輪（ロードホイール）を増やしたものとなっている。
派生型も合わせ、60年までに約11300輌が完成したとみられる。

## 製造状況
生産は1934年に開始され1960年に終了した。 イギリスで初期型が、ソーニクロフト、モーリス・モーター、エーブリング・アンド・ポーター、ベットフォード・ビークルズ、センチネル・ワゴン、フォード・イギリスによって製造された。また、ユニバーサル設計になってからは、ソーニクロフト、エーブリング・バーフォード、センチネル・ワゴン、フォード・イギリス、ウーズレー・モーターといったメーカーが製造した。イギリス国内だけで約57,000両が生産された。
カナダのフォード・カナダでは28,000両が生産された。
他にもオーストラリア、ニュージーランド、アメリカ合衆国など生産国は多数に渡り、詳細な生産数は不明である。ヨーロッパに送られて、連合軍で幅広く使用された。ソビエト陸軍にも1941年-1945年までの間に2,008両がレンドリースされ、主に偵察部隊で用いられた。

## 派生型

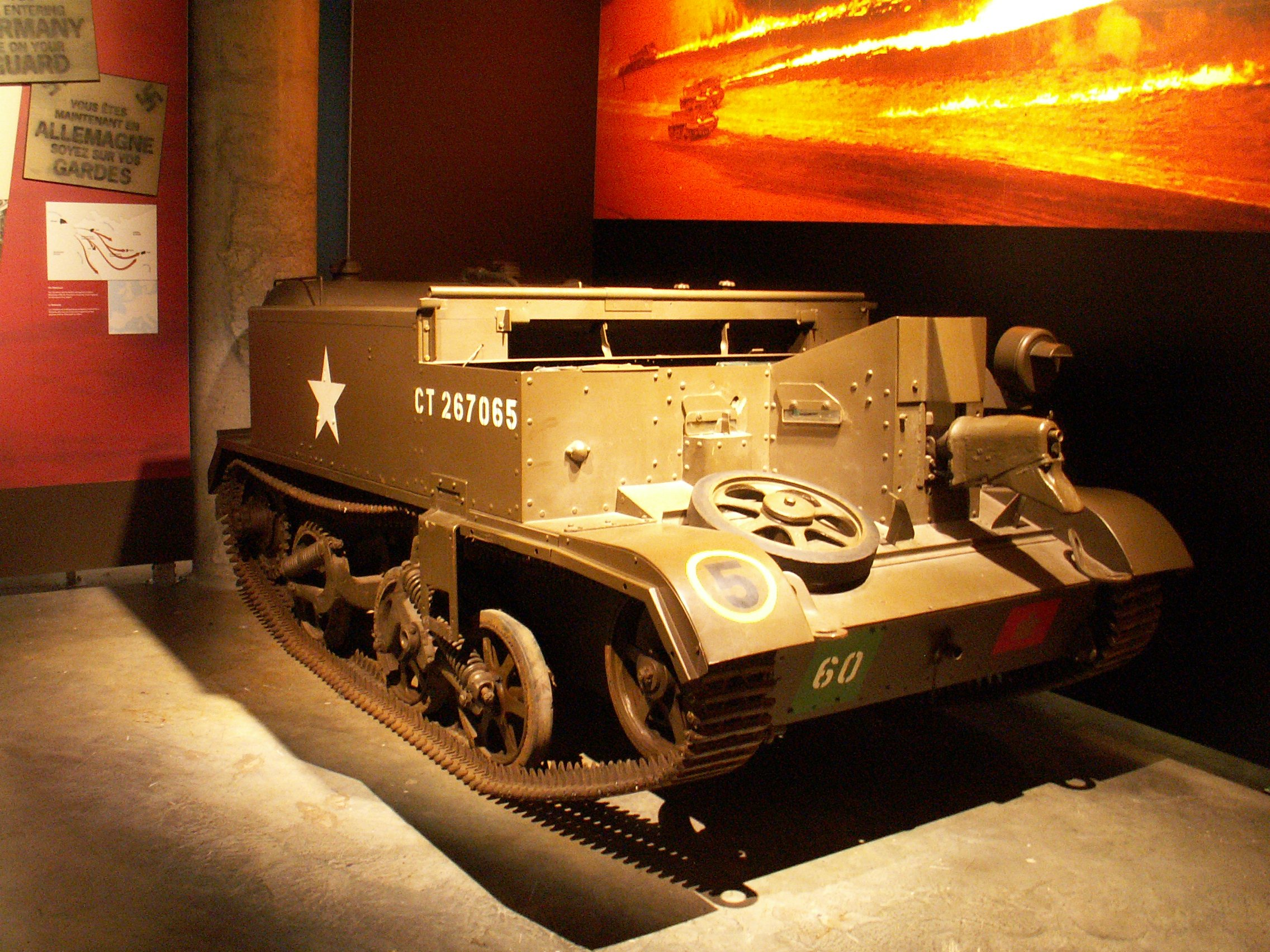
カナダ軍で使用されたワスプ火炎放射キャリア

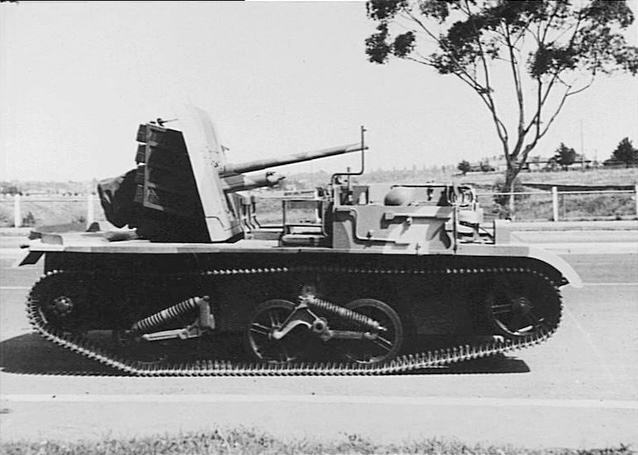
2ポンド対戦車砲キャリア

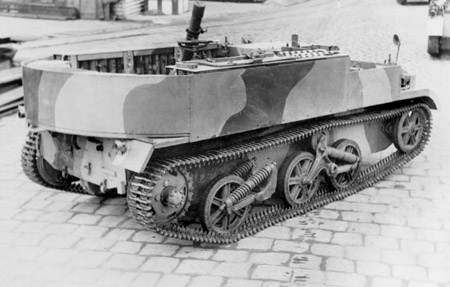
3インチ迫撃砲キャリア

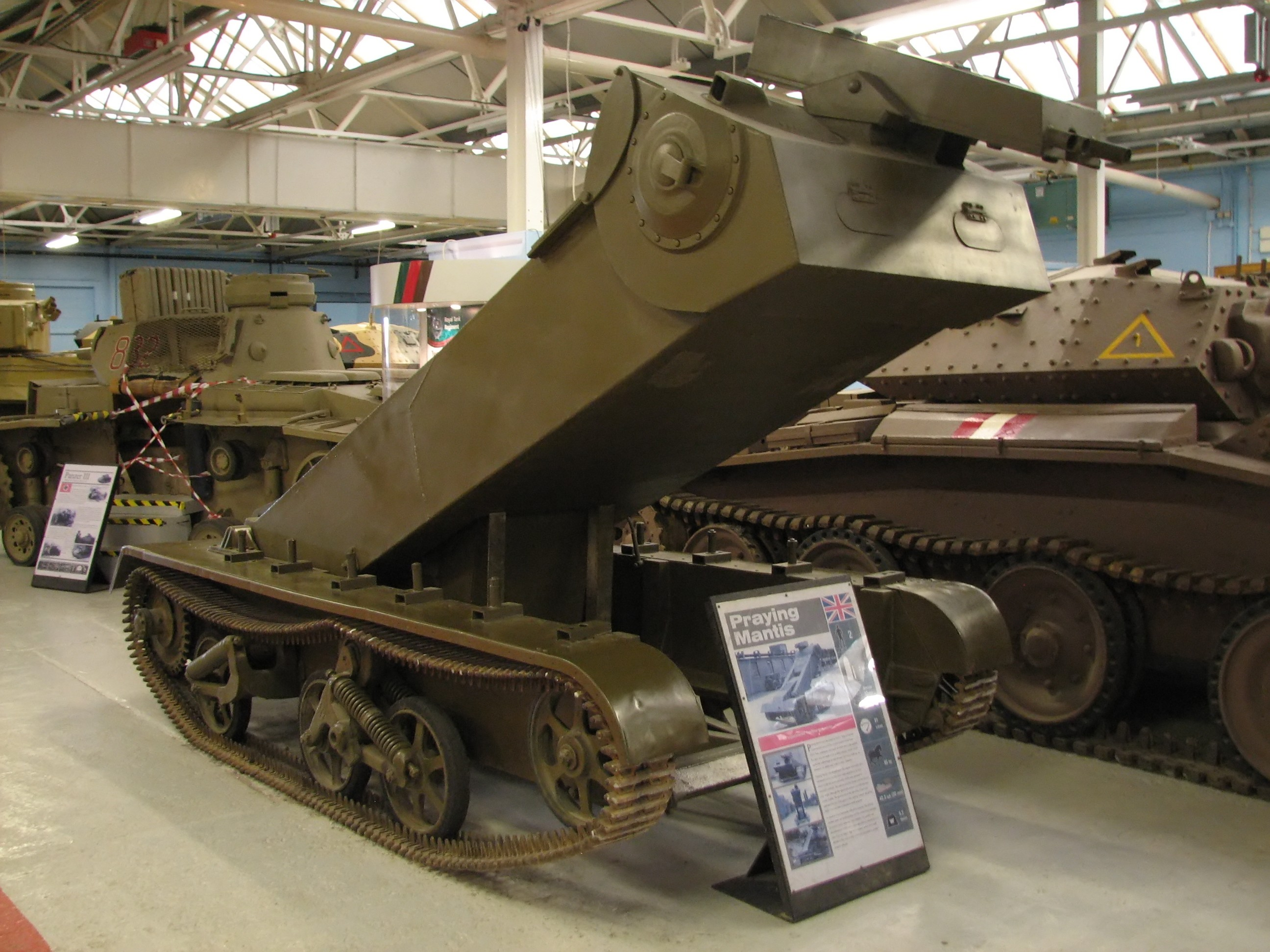
ボービントン戦車博物館に展示されている"Praying Mantis"試作車

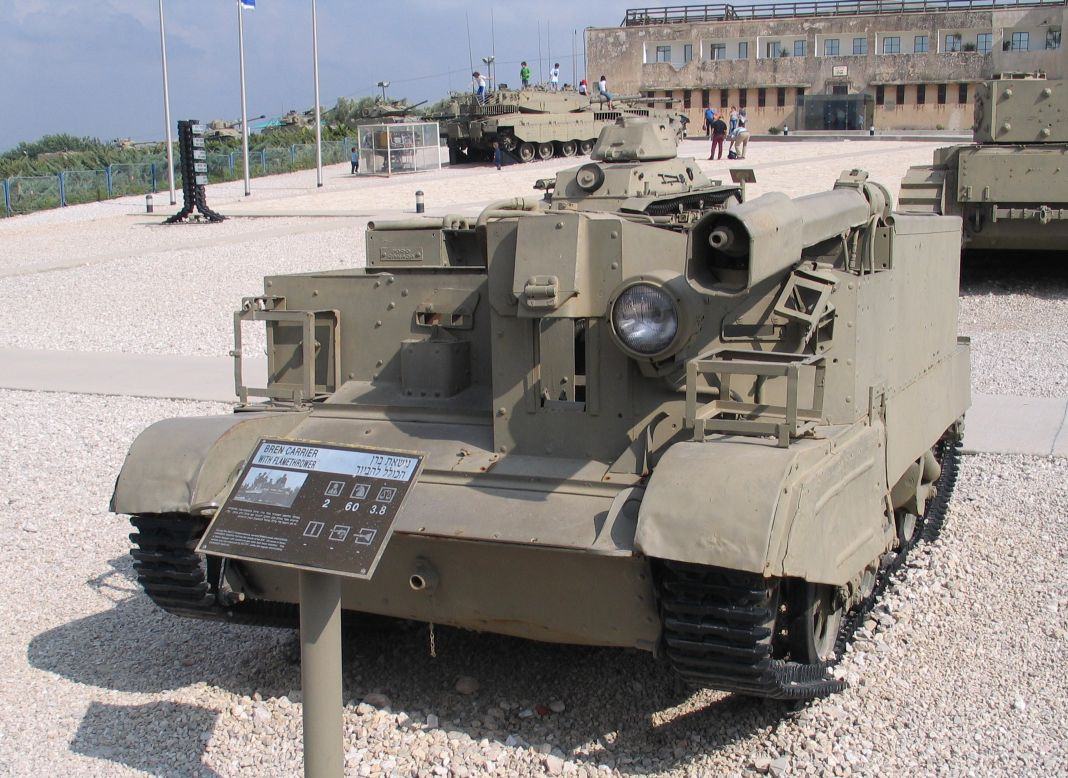
ラトルン戦車博物館に展示されている火炎放射器を搭載したイスラエル軍による改造車両

### イギリス
Mk.I
オリジナルモデル。
Mk.II
牽引装置を備えたもの。
ワスプ（Wasp）
火炎放射器を搭載したもの。当初は燃料タンクを車台に搭載していたが、カナダ軍が燃料タンクを外付けにして通常のキャリアを兼任できるようにした「Mk.IIC」型を独自開発し、使い勝手の良さからイギリス軍でも採用された。

### オーストラリア
LP1 キャリア
オーストラリア軍が製造したユニバーサル・キャリア。
LP2 キャリア
オーストラリア軍が製造したユニバーサル・キャリア。ニュージーランド軍にも供与された。
2ポンド対戦車砲キャリア
LP2 キャリアにかなりの改修を加え、全長を長くし、車内を完全に横切ることができるようにした。車台の後ろに2ポンド対戦車砲を搭載し、エンジンは前方左に移された。
3インチ迫撃砲キャリア
2ポンド対戦車砲キャリアの設計を元に、3インチ迫撃砲を搭載したもの。迫撃砲を車体から降ろすこともできるが、搭載したまま全周に向けて射撃することもできる。

### アメリカ
T-16
フォードからのレンドリースで、1943年-1945年までアメリカ軍に供与されたもので、制式名は「Carrier, Universal, T16, Mark I」。主としてカナダ軍により使用され、戦後はスイス軍とオランダ軍によって使用された。

### ドイツ
Gepanzerter MG-Träger Bren 731 (e)
ドイツ軍に鹵獲されたユニバーサル・キャリア。
2 cm Flak 38 auf Fahrgestell Bren 731(e)
鹵獲したユニバーサルキャリアに2 cm Flak 38対空機関砲を搭載したもの。
2.8cm sPzB41 auf Fahrgestell Bren 731(e)
鹵獲したユニバーサルキャリアに2.8cm sPzB41ゲルリッヒ砲を搭載したもの。
3.7 cm PaK 36 auf Fahrgestell Bren 731(e)
鹵獲したユニバーサルキャリアに3.7 cm PaK 36対戦車砲を搭載したもの。
4,7 cm Böhler auf Fahrgestell Bren 731(e)
オーストリアから鹵獲した4.7 cm Pak 35/36(ö)（イタリア軍のDa 47/32とほぼぼ同じ物）を搭載したもの。
Panzerjäger Bren 731(e)
パンツァーシュレック3基とパンツァーファウスト数発を搭載した車両。この車両は自走砲ではなく、火器の輸送車であった。

### その他
Praying Mantis
実験用車両。車体はユニバーサル・キャリアのオープントップのそれに替えて、操縦手と銃手各1名が腹這いで搭乗できる、ハードトップの筐体に換えられた。また、高い射撃姿勢を取ることができるように、筐体は後端側を軸として持ち上げられるようになっていた。

## 登場作品

### ゲーム
『World of Tanks』
イギリス駆逐戦車として対戦車砲搭載型が登場。
『コール オブ デューティ2』
イギリス軍とカナダ軍の装甲兵員輸送車として、ブレン軽機関銃を搭載した型と、非武装型が登場する。
『トータル・タンク・シミュレーター』
英国の輸送車両BRENとしてMk.Iが使用可能。
『バトルフィールドV』
イギリス軍の輸送車両として登場。

### 映画
『史上最大の作戦』
作中のノルマンディー上陸作戦でイギリス軍の車両が登場。

## リファレンス
1. 1 2  McNab 2003, p. 142

- McNab, Chris (2003). Military Vehicles: 300 of the World's Most Effective Military Vehicles. Grange Books. ISBN 1-84013-539-5